# Monnières, Jura
Monnières är en kommun i departementet Jura i regionen Bourgogne-Franche-Comté i östra Frankrike. Kommunen ligger i kantonen Dole-Nord-Est som tillhör arrondissementet Dole. År 2022 hade Monnières 390 invånare.

## Befolkningsutveckling
Antalet invånare i kommunen Monnières
Referens:INSEE